# Wehrkreis VI

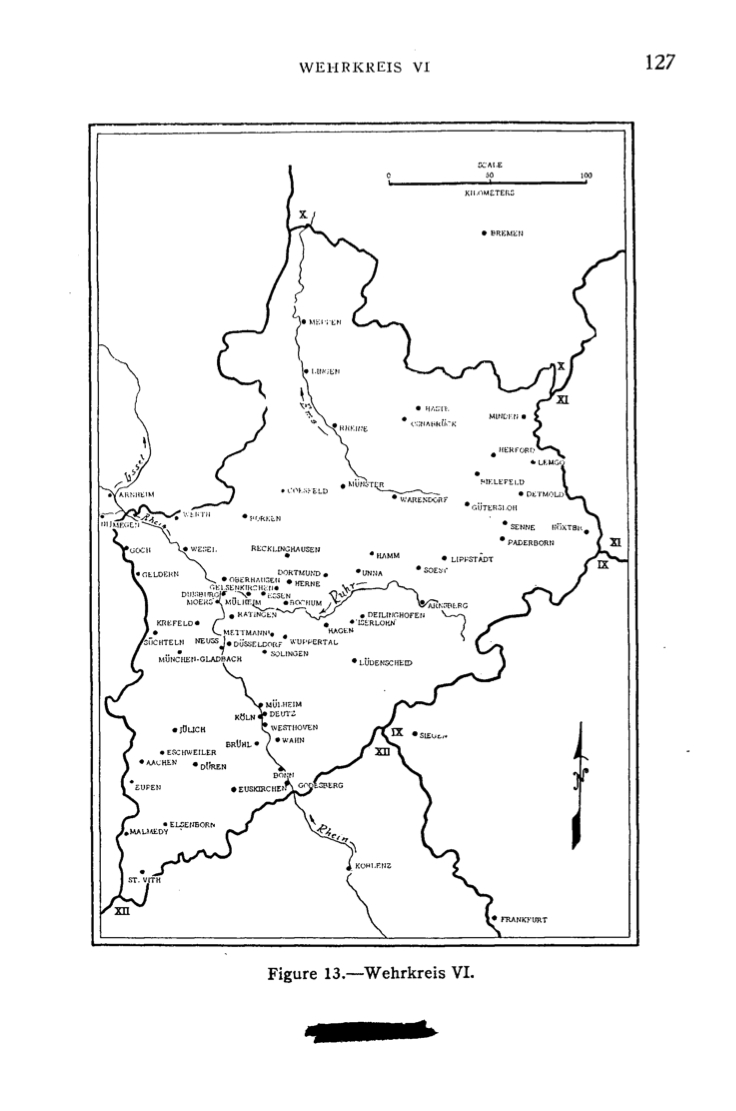
Carte de la 6e région militaire en 1944.

Le Wehrkreis VI (WK VI) était la 6e région militaire allemande qui contrôlait la Westphalie, le nord de la Rhénanie, et une partie de la Belgique orientale durant la période de la Reichswehr, puis de la Wehrmacht. 

## Divisions administratives
Le siège de la 6e région militaire était à Münster.
- Münster
- Dortmund

## Gouverneurs (Befehlshaber)
Les gouverneurs de la 6e région militaire.
1. General der Infanterie Gerhard Glokke (1er septembre 1939 - 5 juin 1944)
2. General der Infanterie Franz Mattenklott (14 juin 1944 - 8 mai 1945)